# Élections sénatoriales de 1986 dans le Var
Les élections sénatoriales dans le Var ont eu lieu le dimanche 28 septembre 1986. 

## Contexte départemental
Lors des élections sénatoriales du 25 septembre 1977 dans le Var, trois sénateurs PS, Édouard Soldani, Pierre Gaudin, remplacé par Maurice Janetti à la suite de son décès le 2 janvier 1978 et Jean-Jacques Perron, remplacé par Guy Durbec à la suite de son décès le 5 octobre 1978, remplacé par Geneviève Le Bellegou-Béguin à la suite de son élection à l'Assemblée nationale, ont été élus.
Depuis, tous les effectifs du collège électoral des grands électeurs ont été renouvelés, avec les élections municipales de 1983, les élections cantonales de 1982 et 1985, les élections législatives de 1986 et les élections régionales de 1986.

## Sénateurs sortants
| Sénateur | Sénateur                     | Parti | Autres mandats                                                               |
| -------- | ---------------------------- | ----- | ---------------------------------------------------------------------------- |
|          | Édouard Soldani              | PS    | Conseiller général, président du conseil général du Var, maire de Draguignan |
|          | Maurice Janetti              | PS    | Maire de Saint-Julien-le-Montagnier, élu député le 2 avril 1986              |
|          | Geneviève Le Bellegou-Béguin | PS    | Maire d'Aups, conseillère régionale                                          |

## Résultats
| Candidat       | Candidat                     | Parti          | Premier tour | Premier tour |
| Candidat       | Candidat                     | Parti          | Voix         | %            |
| -------------- | ---------------------------- | -------------- | ------------ | ------------ |
|                | Maurice Arreckx              | UDF            | 848          | 61,05        |
|                | François Trucy               | UDF            | 702          | 50,54        |
|                | René-Georges Laurin          | RPR            | 702          | 50,54        |
|                | Geneviève Le Bellegou-Béguin | PS             | 321          | 23,11        |
|                | Guy Menut                    | PS             | 291          | 20,95        |
|                | Pierre-Yves Collombat        | PS             | 276          | 19,87        |
|                | Léopold Ritondale            | DVD            | 231          | 16,63        |
|                | Guy Guigou                   | PCF            | 136          | 9,79         |
|                | Maurice Paul                 | PCF            | 131          | 9,43         |
|                | Armand Conan                 | PCF            | 131          | 9,43         |
|                | Jacques Lenoir               | DVD            | 87           | 6,26         |
|                | Philippe Meyer               | DVD            | 17           | 1,22         |
|                | Eva Pierrehumbert            | DVD            | 7            | 0,50         |
|                |                              |                |              |              |
| Inscrits       | Inscrits                     | Inscrits       | 1 412        | 100,00       |
| Abstentions    | Abstentions                  | Abstentions    | 15           | 1,06         |
| Votants        | Votants                      | Votants        | 1 397        | 98,94        |
| Blancs et nuls | Blancs et nuls               | Blancs et nuls | 8            | 0,57         |
| Exprimés       | Exprimés                     | Exprimés       | 1 389        | 99,43        |

## Sénateurs élus
| Sénateur | Sénateur            | Parti |
| -------- | ------------------- | ----- |
|          | Maurice Arreckx     | UDF   |
|          | François Trucy      | UDF   |
|          | René-Georges Laurin | RPR   |